# Крекінг-установки у Тіба (Mitsui/Idemitsu)
Крекінг-установки у Тіба (Mitsui/Idemitsu) — складова частина нафтохімічного майданчика концернів Mitsui та Idemitsu, розташованого на протилежному від столиці країни узбережжі Токійської затоки.
З 1967 року на майданчику в префектурі Тіба діяла установка парового крекінгу концерну Mitsui, потужність якої станом на 2016 рік досягла 612 тисяч тонн етилену. Поряд діяло піролізне виробництво компанії Idemitsu, здатне продукувати 414 тисяч тонн зазначеного олефіну. В 2010-му з метою підвищення конкурентоздатності їх об'єднали під управлінням спільного підприємства з паритетною участю сторін. Необхідну обом установкам сировину — газовий бензин — постачав розташований тут же нафтопереробний завод Idemitsu. Крім того, незначну частку підданих піролізу вуглеводнів становив бутан (станом на середину 2010-х його використання установками становило 10 % та 2 % відповідно).

## Напрямок етилену
Продукований у виробничому процесі етилен споживали розташовані в Тіба численні виробництва, як то:
- спільне підприємство Mitsui та DuPont з випуску поліетилену низької щільності (дві лінії загальною потужністю 190 тисяч тонн);
- належна власникам піролізних установок компанія Prime Polymer (65 % Mitsui, 35 % Idemitsu), яка могла випускати поліетилен високої щільності (146 тисяч тонн) та лінійний поліетилен низької щільності (210 тисяч тонн);
- завод Mitsui Petrochemical з виробництва оксиду етилену та етиленгліколю (120 і 92 тисяч тонн відповідно);
- завод Idemitsu з виробництва мономеру стирену (210 тисяч тонн);
- запущена в 1989 році установка Idemitsu з випуску альфа-олефінів потужністю 58 тисяч тонн (в тому числі 15 тисяч тонн 1-октену та 9 тисяч тонн 1-бутену);
- споруджена у другій половині 2000-х Idemitsu (50 %) Mitsui (25 %) і Sumitomo (25 %, також мала у Тіба свою піролізну установку, закриту у 2015 році) установка конверсії олефінів, яка могла споживати до 50 тисяч тонн етилену на рік.
На початку 21 століття підсилення конкуренції у світовій нафтохімії (зокрема, завдяки стрімкому нарощуванню виробництва країнами Перської затоки) призвело до оптимізації потужностей майданчику. Зокрема, закрили завод оксиду етилену та етиленгліколю, зате у 2011-му відкрили споруджену Mitsui установку з випуску 30 тисяч тонн 1-гексену. Цей отриманий тримеризацією етилену альфа-олефін спрямовується як кополімер на розширену до 300 тисяч тонн лінію лінійного поліетилену низької щільності. В той же час, у 2013-му зупинили виробництво поліетилену високої щільності.

## Напрямок пропілену
Споживання доволі важкої (як для нафтохімії) сировини призводило до виходу великої кількості пропілену, так, установка Mitsui могла продукувати до 331 тисячі тонн, а Idemitsu — 224 тисяч тонн на рік. Згадана вище установка конверсії олефінів шляхом реакції етилену та н-бутену додавала ще 150 тисяч тонн пропілену. Нарешті, на нафтопереробному заводі Idemitsu із газів установки каталітичного крекінгу отримували 67 (а з початку 2010-х — 86) тисяч тонн пропілену.
Пропілен далі використовували:
- належні Prime Polymer п'ять ліній полімеризації загальною потужністю 618 тисяч тонн поліпропілену;
- два заводи Mitsui з виробництва фенолу та ацетону загальною потужністю по названим продуктам 440 та 204 тисячі тонн відповідно.
Оптимізація виробництва у 2010-х не обійшла і пропіленовий напрям, що потягнуло закриття в 2013-му лінії поліпропілену потужністю 90 тисяч тонн, а наступного року— одного з заводів фенолу та ацетону потужністю 250/90 тисяч тонн.
Можливо також відзначити, що у другій половині 2010-х співвласники оголосили про наміри залучити до піролізу значні об'єми пропану, імпорт якого здійснюватиметься через термінал Idemitsu. Споживання ж більш легкої сировини традиційно тягне зменшення виходу важчих ненасичених вуглеводнів.

## Фракції С4 та С5
Отримана під час піролізу бутилен-бутадієнова фракція спрямовується на розташовану в Тіба установку фракціонування компанії JSR. Остання спеціалізується на випуску синтетичного каучуку і тому зацікавлена у вилученні діолефіну — бутадієну. В той же час, на майданчику Idemitsu/Mitsui знаходять застосування олефіни фракції С4. Так, ізобутен потрібен Idemitsu для продукування поліізобутену, а Mitsui вилучає 22 тисячі тонн 1-бутену (ще один комполімер з розряду альфа-олефінів). Нарешті, біля 100 тисяч тонн н-бутенів може споживати установка конверсії олефінів.
Фракція С5 в підсумку потрапляє на установку фракціонування тієї ж компанії JSR у Касімі.